# Moișeni, Satu Mare
Moișeni (în maghiară Mózesfalu) este un sat în comuna Certeze din județul Satu Mare, Transilvania, România.
Satul Moișeni a fost înființat în secolul al XVIII –lea. Descendenții fondatorului poartă până astăzi numele Moiș, nume foarte răspândit în localitate.
La Muzeul Național al Satului „Dimitrie Gusti” din București a fost adusă în anul 1936 o casă din Moișeni, construită în anul 1780. Casa are trei încăperi (cameră, tindă și cămară) cu prispă parțială la fațadă, în dreptul cămării și tindei, cât și pe latura îngustă.